# Leticia (Colômbia)
Letícia (em espanhol: Leticia) é uma cidade da Colômbia, capital do departamento de Amazonas. É a cidade mais austral da Colômbia (4,09° sudoeste de 69,57°), bem como o seu único grande porto no rio. Tem uma altitude de 96 metros acima do nível do mar e uma temperatura média de 27 °C (80,6 °F). Letícia tem sido local de expedição da Colômbia para os peixes tropicais para o comércio do aquário. A cidade possuía, em 2018, aproximadamente 48 mil habitantes. Fica na margem esquerda do rio Amazonas, e no ponto em que a fronteira entre Colômbia, Brasil e Peru se reúnem em uma área chamada Três Fronteiras.
Localiza-se no trapézio amazônico. Ainda que fique longe, quase isolada, das principais cidades colombianas, constitui importante porto fluvial e comercial com o Brasil e o Peru. Nela, moram mais de 60% da população do departamento de Amazonas. Possui as mais diversas comunidades indígenas, como o Huitotos, Incas, Tucano, e Ticunas. A cidade tem um forte crescimento da população e está tecnicamente formando uma única cidade com a cidade brasileira de Tabatinga.

## História
Letícia foi fundada como um porto fluvial a 25 de Abril de 1867. Foi nomeada inicialmente de San Antonio pelo engenheiro peruano Benigno Bustamante. Em 15 de dezembro do mesmo ano, o engenheiro Manuel Charón mudou o nome para Leticia, em homenagem a uma peruana de Iquitos chamada Leticia Smith.

### Primórdios
Havia boatos sobre a história de Letícia quando os espanhóis e portugueses primeiro exploraram o rio Amazonas. A história fala de um explorador português que, depois de ficar perdido no rio, morreu de fome no local atual de Letícia com o resto de sua tripulação. Diz a lenda que quando o governo peruano decidiu colonizar a área (para evitar que o governo colombiano reivindicasse a área primeiro) encontraram uma cruz com a inscrição "San Antonio", dando origem ao primeiro nome da cidade.
Misteriosas são as origens do nome "Letícia". Uma lenda afirma que um soldado colombiano apaixonou-se por uma mulher indígena chamada Leticia e decidiu nomear o local em sua homenagem. Também pode ter sido nomeada em homenagem a Santa Letícia. É provável que essas histórias são em grande parte fictícias, embora com fatos verídicos nelas. Letícia foi originalmente chamada de San Antonio por peruanos, mas nenhuma evidência da cruz existe de fato.
Pequenos incidentes de fronteira entre o Peru e a Colômbia ocorreram em 1911, e em 1922 um polêmico acordo foi alcançado entre os dois governos, com a concessão da área de Leticia para a Colômbia em troca do reconhecimento dos direitos do Peru sobre a zona sul do rio Putumayo, que também era reivindicado pelo Equador. Este acordo mostrou-se impopular entre a população peruana, apesar da ratificação do tratado em 1928.
Uma pequena guerra entre a Colômbia e o Peru sobre a cidade começou em setembro de 1932, quando duas centenas de peruanos, seguidos mais tarde por tropas militares, ocuparam prédios públicos em Leticia. Seguiram-se combates entre pequenas forças colombianas e peruanas no início de 1933. O conflito durou até maio de 1933, quando um cessar-fogo negociado pela Liga das Nações, entrou em vigor a fim de resolver o conflito. Em 1934, após celebração de um tratado entre a Colômbia e o Peru, a soberania colombiana foi reconhecida.

### População
Apesar da Liga das Nações haver intervindo oficialmente na guerra, o governo colombiano ainda estava desconfiado dos peruanos e decidiu enviar residentes da capital, Bogotá, para Leticia, planejando assegurar a lealdade da cidade para com a Colômbia. A maioria das pessoas que foram de Bogotá para Leticia, da década de 1940 a 1965, continua a viver em Leticia hoje. Durante esse tempo, a cidade foi bastante ampliada, tanto em área urbana como em área rural, com a construção de uma nova rua principal. No entanto, as indústrias da cidade mudaram pouco desde então, com a agricultura e o turismo de natureza como as principais fontes de renda.

### 1970
Na década de 1970, o tráfico ilegal de drogas se tornou uma nova fonte de renda na região. Durante o final da década de 1960 e a de 1970, drogas eram compradas e vendidas em plena luz do dia.
Para Letícia, este foi um momento de grande crescimento. Vários ricos líderes do cartel construíram grandes casas, tais como a Casa Grande, e contribuíram para a economia. As drogas eram transportadas por caminhão para barcos no rio Putumayo, evitando o tráfego aéreo. O projeto era de construir uma estrada de 170 km para a pequena cidade de Tarapacá, porém apenas os primeiros 23 km foram concluídos antes de os membros do cartel serem presos. O tráfico de drogas foi finalmente abrandado quando novos resistentes policiais foram trazidos para Letícia.

### História recente
Em 2003, o presidente Álvaro Uribe chegou à região e ouviu os problemas das pessoas da cidade por 12 horas. Ele prometeu fortalecer a economia enfraquecida de Letícia, incluindo a construção de uma filial em uma famosa cadeia colombiana, o Decameron Resort Company, para atrair o turismo e combater os problemas sociais. No final de 2004, um hotel foi alugado para Decameron e desde então tem trazido mais turismo para a região.
No início dos anos 90, a área foi utilizada pela Força Aérea dos Estados Unidos como um local para postos de controle aéreo avançado (instalações de combate radar móvel) para monitorar e controlar o tráfego aéreo (com foco na identificação de traficantes de drogas) que se deslocavam para os Estados Unidos.

## Infra-estrutura
Suas ruas principais são a Avenida Internacional (desde a fronteira com o Brasil), a Avenida Vasquez Cobo (que vai do parque Santander para o Aeroporto) e a Rua 8 (que vai da Avenida Internacional até o cais de turismo). E a avenida, a partir da fronteira colombiana-brasileira para a parte militar de Tabatinga, no Brasil.
Conta com o Aeroporto Internacional Alfredo Vásquez Cobo, sendo o maior aeroporto no sul do país e do departamento colombiano de Amazonas, recebe voos das companhias aéreas Avianca, LATAM Colômbia e a estatal Satena.
Seus principais hotéis incluem o Hotel Anaconda Yurupari, Hotel Decameron Ticuna, e Malokamazonas. A cidade tem um estádio local: Estádio José Maria Hernandez. Seus lugares mais populares são a biblioteca do Banco da República, o cais de turismo, o parque Orellana Santander, o parque tematico Mundo Amazonico (Km. 7) e a fronteira com o Brasil.

## Cultura e sociedade
A maioria da população de Letícia é de migrantes de outros lugares. Não há um segmento claramente dominante, mas os migrantes de Bogotá, Medellín e Tolima são a maioria. Surpreendentemente, poucas pessoas de Cali vivem em Leticia. Uma proporção significativa da população de Letícia compreende ameríndios nativos (por oposição aos mestiços ou caboclos).

### Gastronomia
A cidade oferece uma quantidade enorme de peixes, como tambaqui (gamitana), paiche ou pirarucu. Dourado e tucunaré são os pratos principais da região e mais apreciados pelos turistas. É também famoso o caldo de cana, suplementado com mandioca e frutas exóticas como a goiaba, pinha e cupuaçu.

### Atrativos naturais
- Parque Nacional Natural Amacayacu
- Parque Nacional Natural Cahuinarí
- Isla de los Micos
- Lago Yahuarcacas
- Lago Tarapoto
- Puerto Nariño
- San Martín